# Смазнево
Смазнево — населённый пункт (тип: станция) в Заринском районе Алтайского края России. Административный центр сельского поселения «Смазневский сельсовет».

## География
Станция находится на северо-востоке края, на юге центральной части района, в предгорьях Салаирского кряжа, при станции Смазнево Алтайского отделения Западно-Сибирской железной дороги.
В составе населённого пункта 20 улиц и 2 переулка.
Абсолютная высота — 261 метр над уровнем моря.
Расстояние до районного центра (города Заринск) — 18 км.
Климат
континентальный. Средняя температура января −17,7 °C, июля +19,2 °C. Годовое количество атмосферных осадков — 450 мм.

## История
Возникновение станции связано со строительством железной дороги Алтайская-Артышта.
Смазнево возглавляет муниципальное образование «Смазневский сельсовет» согласно муниципальной и административно-территориальной реформе 2007 года.

## Население
| 1997  | 1998  | 1999  | 2000  | 2001  | 2002  | 2003  | 2004  | 2005  |
| ----- | ----- | ----- | ----- | ----- | ----- | ----- | ----- | ----- |
| 1173  | ↘1139 | ↘1137 | ↗1157 | ↗1201 | ↗1258 | ↘1185 | ↗1194 | ↗1205 |
| 2006  | 2007  | 2008  | 2009  | 2010  | 2011  | 2012  | 2013  |       |
| ↗1228 | ↘1212 | ↗1244 | ↗1246 | ↘1221 | ↘1214 | ↗1221 | ↘1193 |       |

национальный состав
Согласно результатам переписи 2002 года, в национальной структуре населения русские составляли 95 % от 1192 жителей.

## Инфраструктура
В Смазнево имеется средняя общеобразовательная школа (МКОУ «Смазневская средняя общеобразовательная школа»), дом культуры, АЗС, лечебная амбулатория, почтовое отделение, а также одноимённая железнодорожная станция.

## Транспорт
Посёлок при станции доступен автомобильным и железнодорожным транспортом.
Проходит автодорога общего пользования регионального значения «Заринск — Смазнево — Голуха - цементный завод» (идентификационный номер 01 ОП РЗ 01К-54), начинается дорога  межмуниципального значения «Смазнево — Зыряновка — Жуланиха» (идентификационный номер 01 ОП МЗ 01Н-1308) .